# Chiton cumingsii
Chiton cumingsii är en blötdjursart som beskrevs av Frembly 1827. Chiton cumingsii ingår i släktet Chiton och familjen Chitonidae. Inga underarter finns listade i Catalogue of Life.